# 사이토 료 (1999년 8월)
사이토 료(일본어: 齋藤 遼, 1999년 8월 15일~)는 일본의 축구 선수이다.

## 구단 경력
그는 J1리그의 세레소 오사카에 입단했다. 2017년 J3리그의 세레소 오사카 U-23에서 뛰었다. 11경기에 출전.